# Привольный (Липецкая область)
Приво́льный — посёлок Петровского сельского поселения Измалковского района Липецкой области. Стоит на левом берегу реки Ясенок.
В данных переписи населения 1926 года — посёлок Приво́лье (Шатовские Вы́селки). Второе название указывает на то, что его основали выходцы из соседней деревни Шатово (ныне в составе села Афанасьево). Нынешнее название образовано от слова воля; именно волю, по мнению селян, принесла советская власть.

## Население
| 2010 |
| ---- |
| 0    |